# Сегнетоэластик
Сегнетоэластики (ферроэластики) — монокристаллические вещества, обладающие свойством спонтанной деформации кристаллической решётки при понижении температуры и фазовом переходе. Структурный фазовый переход осуществляется из более симметричной параэластической фазы в сегнетоэластическую.

## Сегнетоэластический фазовый переход
В результате такого перехода в кристалле возникают сегнетоэластические домены, различающиеся ориентацией кристаллической решётки. Но, так как расположение доменов определяется исходной симметрией кристалла, в целом симметрия в кристалле сохраняется. Под воздействием внешнего механического напряжения домены могут менять ориентационное состояние, что обусловливает нелинейный характер зависимости деформации от механического напряжения. Он становится подобен петле гистерезиса. Сегнетоэластики являются механическими аналогами сегнетоэлектриков и ферромагнетиков.